# カルロス・マテウ
カルロス・ハビエル・マテウ（Carlos Javier Matheu, 1985年5月13日 - ）は、アルゼンチン・ブエノスアイレス州キルメス出身の元同国代表サッカー選手。現役時代のポジションはDF。本職はセンターバックだが、右サイドバックもこなす。

## 経歴

### クラブ
アルゼンチンの名門CAインデペンディエンテでプロデビュー。2008年夏にカリアリ・カルチョへ移籍しイタリア・セリエAに挑戦するも、1年でインデペンディエンテへ戻った。
2012年夏、アタランタBCと契約し2度目のイタリア移籍。2013年1月にACシエーナへレンタル移籍した。
2014年8月、プリメーラ・ディビシオンのCSDデフェンサ・イ・フスティシアに加入し母国復帰となった。2016年1月2日、CAバンフィエルドに1年半の契約で移籍した。翌年夏の契約延長交渉では金銭面の条件で折り合わず、8月3日にCAウラカンへの加入が発表された。

### 代表
2010年1月、コスタリカとの親善試合でディエゴ・マラドーナ監督率いるアルゼンチン代表に初招集される。

## タイトル
インデペンディエンテ
- コパ・スダメリカーナ : 2010

ペニャロール
- プリメーラ・ディビシオン : 2018